# The Ballad Hits
The Ballads Hits (en español: Los éxitos de baladas) es uno de dos álbumes recopilatorios del dúo pop sueco Roxette, en el caso de este, publicado en octubre de 2002. El otro álbum recopilatorio es The Pop Hits, que sería publicado en marzo de 2003.
The Ballad Hits incluye solamente dos canciones nuevas, «A Thing About You» y «Breathe», temas que fueron grabadas especialmente para este álbum y solamente la primera fue publicada como sencillo promocional. Los demás temas incluidos son canciones viejas ya conocidas, algunas de ellas, publicadas en éste recopilatorio no en sus versiones-álbum sino en sus versiones-sencillos y otras incluso en versiones radio-edit; la primera, más corta que la versión incluida en el álbum y publicada en el disco sencillo comercial que va dirigido al público y la segunda (la radio-edit) a veces más corta que la propia versión-sencillo y especialmente dirigida gratuitamente a las emisoras de radio, las cuales se niega a radiar canciones muy largas.
El álbum tuvo un razonable éxito en Europa, siendo top 10 en muchos países y alcanzando el puesto n.º 11 y ganando un disco de plata en el RU.

## Edición sencilla y edición de especial
Este álbum compilado fue publicado en dos ediciones diferentes: la edición sencilla, que consta de un único CD de audio contentivo de las dos canciones nuevas más trece canciones viejas ya conocidas para un total de quince temas en el track-list. La edición especial es una edición limitada que consta del CD de audio antes mencionado con las quince canciones más un EP o CD-bonus que contiene cuatro pistas adicionales (para un total de diecinueve temas) los cuales son las siguientes:
1. «The Weight of the World» (versión terminada publicada como Lado B de «A Thing About You»)
2. «It Hurts»
3. «See Me» (versión terminada publicada como lado B de «Salvation») y
4. «Every Day»

Temas estos que ya habían sido escritos y grabados para la época de los álbumes Have a Nice Day y Room Service; pero que no habían sido incluidos en los track-list de dichos álbumes; se publican ahora en el CD adicional de la edición limitada.

## Reseña histórica
«Per Gessle y Marie Fredriksson se conocían mutuamente durante años cuando finalmente forman equipo para grabar el sencillo "Neverendind Love" en la primavera de 1986. Todo éste asunto tenía poco atractivo como para que funcionara. «Es solo un proyecto por hobby» decían ambos refiriéndose a sus carreras en solitario como foco principal. Lo cual era cierto para Marie, quien se había convertido en una de las cantantes femeninas más populares de Suecia. Para Per la apuesta era un poquito más alta. Su primer grupo, Gyllene Tider, había desvanecido y se disolvió dejándolo con una carrera en solitario que se deslizaba rápidamente en picada por el camino al olvido de cantautor. El poder agridulce de la voz de Marie era la formula mágica que él necesitaba para volver a la pista.

Inicialmente se había revelado muy poco de su habilidad para escribir y ejecutar el show, nostálgicas y dolorosas canciones de amor les darían un lugar en los corazones de millones alrededor del mundo. «Yo solo quería tocar pop... incluso más que antes» decía Per,  sumándole entusiasmadamente el pulso digital de la música dance contemporánea a su guitarra impulsando las raíces del power-pop. Los primeros sencillos de Roxette exploran ésta área haciendo de ellos enormemente exitosos en Suecia; pero virtualmente desconocidos en cualquier otra parte. No fue hasta que EMI-Alemania en 1987 les prometió que podrían pegar en las listas si ellos pudieran subir con buen sencillo de Navidad, ese otro lado en Roxette energió. Oportunamente publicaron la maravillosa "It Must Have Been Love (Christmas for the Broken Hearted)". La canción coronó las listas de Suecia; pero no fue igual el lanzamiento en Alemania.

Sin embargo las cosas cambiarían pronto. Una vez que el pegajoso estribillo de "The Look" había alcanzado el tope en casi todas las listas durante 1989, Roxette supo que tenían las cosas bajo control. La respuesta a «What in the world can make a brown-eyed girl, turn blue» no era solo el «la-la-la-la-la». La poderosa balada muy sonada de "Listen to Your Heart" y una seductora re-grabación de "It Must Have Been Love''" (para la enormemente exitosa banda sonora de "Pretty Woman") confirmaron el estatus de Roxette como los nuevos maestros de las canciones tristes para los corazones rotos. Había un sabor duradero para su chicle-bomba.

Después de haber impactado a su paso, el grupo ahora comenzaba a perfeccionar su lado romántico. "Fading Like a Flower" y, "Spending My Time" fueron 2 dos ojos llorosos del álbum "Joyride" de 1991. Ambas canciones permanecieron en el repertorio en directo del dúo hasta éste día. Ellos retornarían a las listas con la desolada "Queen of Rain", una joya del álbum "Tourism" el cual refleja sus experiencias durante el Tour Mundial de 1991-92. Con cuatro años de ininterrumpido éxito a sus espaldas, Roxette fácilmente se instaló en 1993 con iguales esperanzas unidas a "Almost Unreal" de la banda sonora de "Super Mario Bros.". Pero el film fue un fracaso, y la canción lamentablemente perdió algo en la confusión. Incitados por su primer revés desde que que ellos se abrieron paso, Roxette retornó con "Crash! Boom! Bang!" en 1994, la belleza arrolladora de la pista que lleva el título la convirtió en una de sus más amadas canciones de siempre. La apropiadamente nombrada "Vulnerable" del mismo álbum mostraba al grupo en su lado más delicado, debido en gran parte al hecho que Per por éste tiempo había ganado suficiente confianza para tomar el rol de vocalista principal en una badalada de Roxette.

Con "You Don't Understand Me" de la colección de grandes éxitos de "Don't Bore Us - Get to the Chorus!" de 1995, Marie estaba de vuelta en la cabina de grabación con una canción tan perfectamente hecha a su propio estilo de escritura teñido de blues que tú asumirías naturalmente que ella era la autora. En lugar de ello ésta canción fue el resultado de que Per formara equipo con el escritor americano Desmond Child para crear la mejor canción de Marie Fredriksson que ella misma nunca escribió. Exhausta, la banda se tomó un tiempo libre para «dedicarse a otros proyectos»; un período que en éste caso cubre tanto el criar a una familia como a grabar álbumes en solitario. Ellos retornaron con "Have a Nice Day" en 1999, añadiendo confortablemente "Wish I Could Fly", "Anyone" y, "Savation" a su siempre creciente número de listas y éxitos de radio. En el verano de 2001 "Milk and Toast and Honey" repitió el truco, vendiendo fuertemente y dibujando puntuaciones masivas cuando las estaciones de radio resumían las canciones más buscadas del año.

Con una trayectoria como ésta, ¿a dónde vas?. Las 2 nuevas canciones en éste álbum—"A Thing About You" y "Breathe"—dan una pista. Con "A Thing About You" Per otra vez toma el rol principal con el apoyo sutil de Marie. «La idea completa detrás de Roxette era que nos gustaba la forma como nuestras voces se combinaban» explican ellos con la típica modestia. Mucha gente tiende a estar de acuerdo.»
Texto tomado del libreto de letras de canciones y créditos que viene incluido en el álbum recopilatorio "The Ballad Hits", pp. 3 y 4

## Lista de canciones
Toda la música compuesta por Per Gessle, excepto las que se indican. 
| N.º     | Título                                            | Letras                 | Música                       | Duración |  |
| 1.      | «A Thing About You»                               |                        |                              | 4:14     |  |
| 2.      | «It Must Have Been Love» ("Pretty Woman" version) |                        |                              | 4:19     |  |
| 3.      | «Listen to Your Heart» (sencillo-versión)         | Per Gessle             | Per Gessle y Mats MP Persson | 5:14     |  |
| 4.      | «Fading Like a Flower (Every Time You Leave)»     |                        |                              | 3:54     |  |
| 5.      | «Spending My Time»                                | Per Gessle             | Per Gessle y Mats MP Persson | 4:39     |  |
| 6.      | «Queen of Rain»                                   | Per Gessle             | Per Gessle y Mats MP Persson | 4:57     |  |
| 7.      | «Almost Unreal» (Super Mario Bros. soundtrack)    |                        |                              | 3:59     |  |
| 8.      | «Crash! Boom! Bang!» (edit-version)               |                        |                              | 4:25     |  |
| 9.      | «Vulnerable» (edit-version)                       |                        |                              | 5:03     |  |
| 10.     | «You Don't Understand Me»                         | Gessle y Desmond Child | Gessle y Desmond Child       | 4:28     |  |
| 11.     | «Wish I Could Fly»                                |                        |                              | 4:40     |  |
| 12.     | «Anyone»                                          |                        |                              | 4:32     |  |
| 13.     | «Salvation»                                       |                        |                              | 4:38     |  |
| 14.     | «Milk and Toast and Honey»                        |                        |                              | 4:03     |  |
| 15.     | «Breathe»                                         |                        |                              | 4:34     |  |
| 1:06:46 |                                                   |                        |                              |          |  |

- Bonus tracks incluidos en el EP de la edición especial limitada:

| N.º   | Título                      | Duración |  |
| 1.    | «"The Weight of the World"» | 2:52     |  |
| 2.    | «"It Hurts"»                | 3:54     |  |
| 3.    | «"See Me"»                  | 3:48     |  |
| 4.    | «"Every Day"»               | 3:24     |  |
| 13:58 |                             |          |  |

### Sencillos
- «A Thing About You»:
  1. «A Thing About You»
  2. The Weight Of The World
  3. Extra: «A Thing About You» (video)

## Posicionamiento y certificaciones
Album Charts
| País         | Máxima posición | Certificación |
| ------------ | --------------- | ------------- |
| Alemania     | 10              |               |
| Austria      | 16              |               |
| Bélgica      | 6               |               |
| Brasil       | desconocido     | Oro           |
| Dinamarca    | 3               |               |
| Finlandia    | 15              |               |
| Noruega      | 8               |               |
| Países Bajos | 4               |               |
| Portugal     | 21              |               |
| Reino Unido  | 11              | Plata         |
| Suecia       | 5               |               |
| Suiza        | 8               |               |

## Créditos
- Per Gessle - Voz, composición y producción.
- Marie Fredriksson - Voz.
- Clarence Öfwerman - Producción.
- Desmond Child - Letras.
- Mats MP Persson - Letras
- Tempel - Dirección de arte.
- Mattias Edwall - Fotografía.
- George Marino - Edición y masterización.